# Pedagogia Waldorf

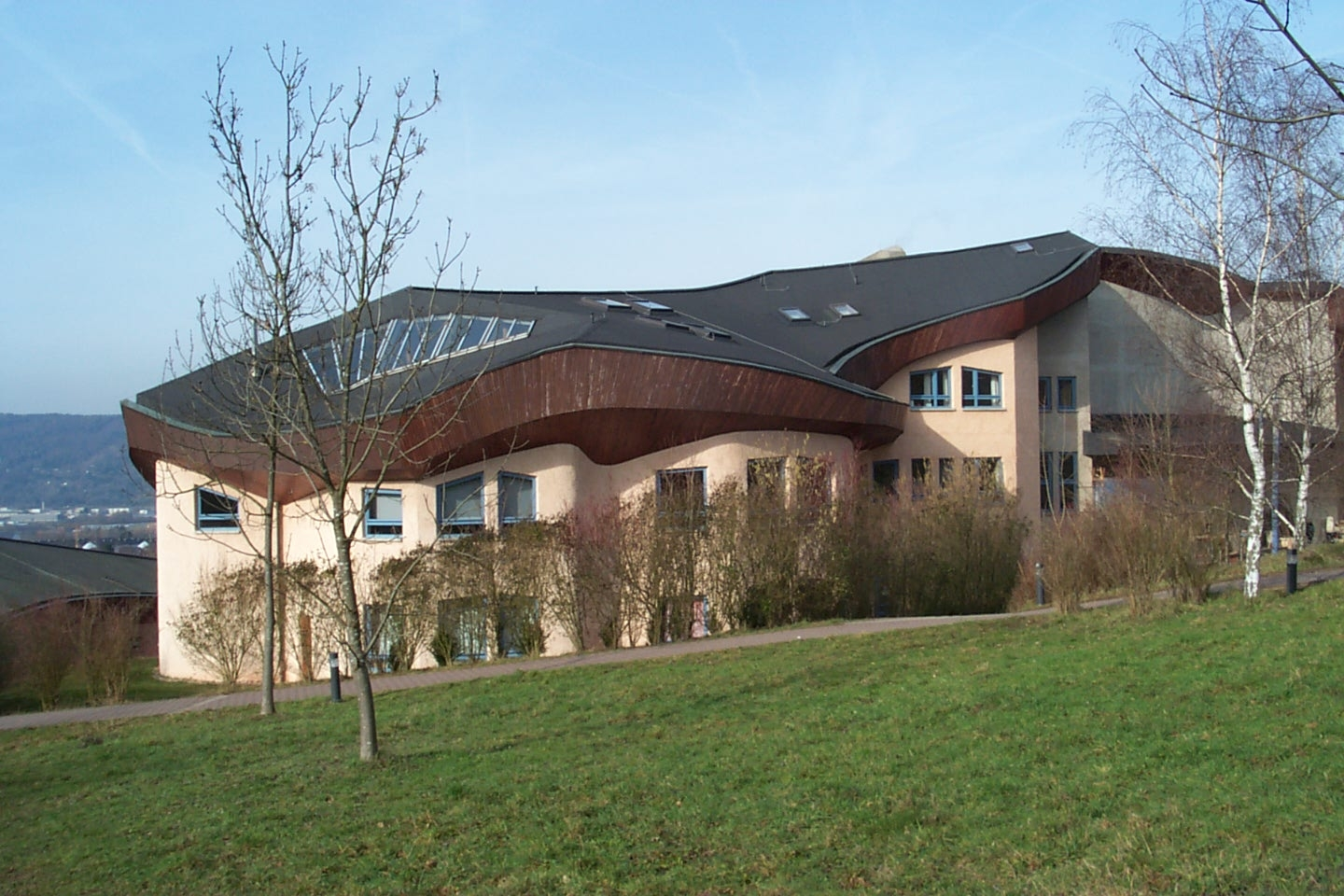
Escola Waldorf a Alemanya.

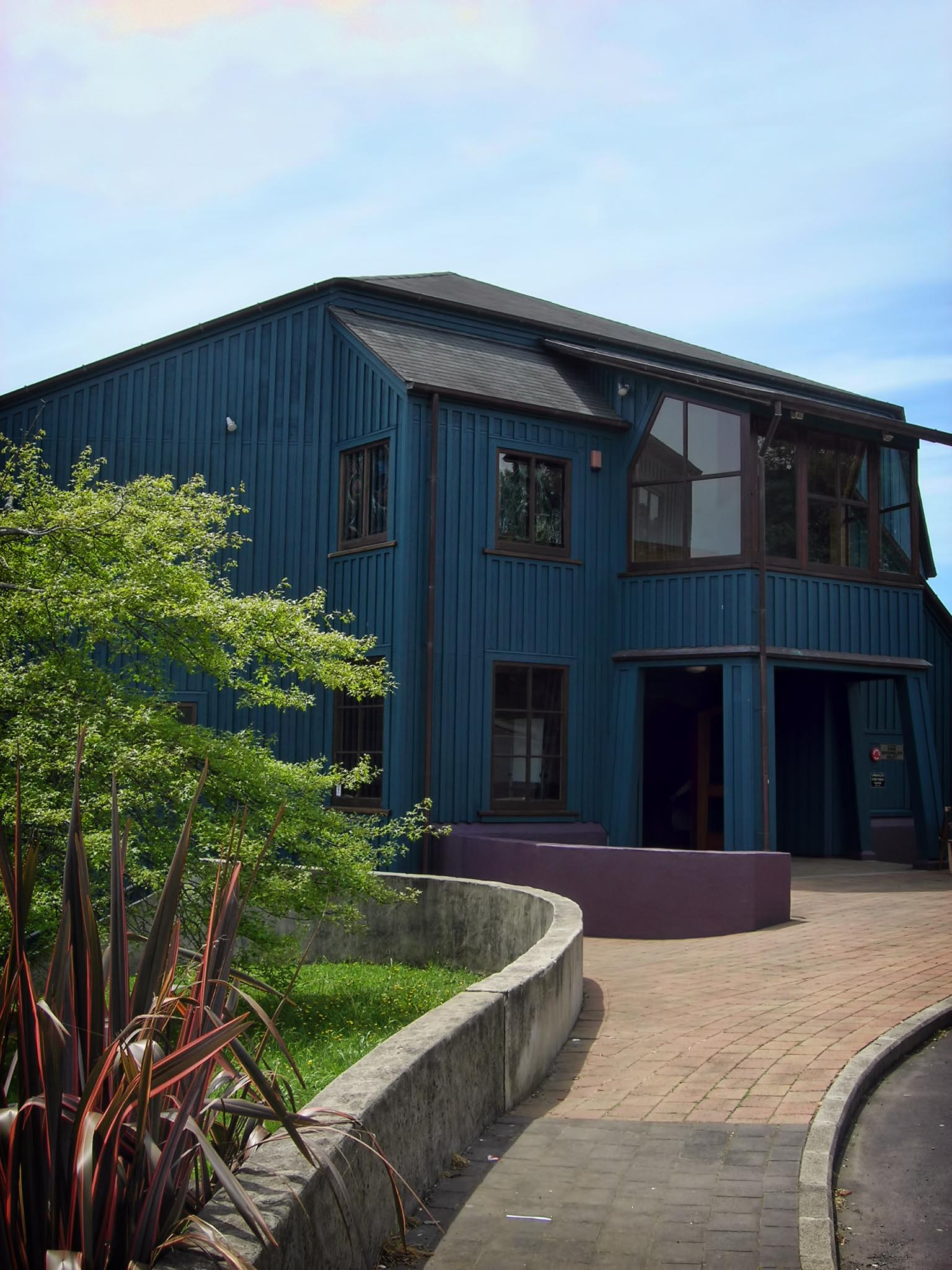
Michael Park Rudolf Steiner School a Auckland

La Pedagogia Waldorf (també coneguda com a Educació Steiner-Waldorf) és un sistema pedagògic basat en la filosofia educativa desenvolupada pel filòsof Rudolf Steiner, el fundador de l'antroposofia. La pedagogia Waldorf s'ha qualificat de sectària per diverses fonts.
L'aprenentatge és interdisciplinari, integrant tant sabers pràctics com artístics, i elements conceptuals, i que es coordina amb els "ritmes naturals del dia a dia".
L'aproximació Waldorf emfatitza el paper de la imaginació en l'aprenentatge, desenvolupant processos mentals que inclouen tant components analítics com creatius. Estudis sobre l'educació la descriuen els seus objectius generals com donar a la gent jove la base sobre la qual es podran desenvolupar de manera lliure, moral i individus integrats, i per ajudar a cada nen a complir el seu únic destí (l'existència del qual postula l'antroposofia). L'escola i els professors tenen força llibertat per a definir el seu currículum dins de les estructures col·legiades.
La primera Escola Waldorf es va fundar el 1919. El 2008 n'hi havia unes 1000 a tot el món Escoles independents Waldorf i 1400 escoles bressol independents Waldorf. Es troben aproximadament en 60 països distribuïts per tot el món, formant un dels sistemes educatius independents més grans del món; també hi ha entorns educatius basats en la metodologia Waldorf: educació pública, Charter schools (escoles als EUA), educació a la pròpia llar, i escoles d'educació especial. Els mètodes Waldorf han estat adoptats per molts professors en altres escoles, tant públiques com privades.

## Breu història
L'ambient revolucionari que regnava a l'Alemanya vençuda dels anys 1918-1919 va oferir a Steiner l'ocasió de posar en pràctica les seves idees sobre la pedagogia tot creant una nova escola. Aquestes idees formaven part de la seva visió global sobre el funcionament de la societat basada en el que va anomenar l'"estructuració tripartida de l'organisme social". Aquesta tripartició consistia en la creació espontània de nous establiments pedagògics dotats d'una constitució autònoma (llars d'infants, escoles i instituts) així com en l'organització cooperativa d'empreses econòmiques, cosa que havia de permetre assolir una estricta separació entre la vida cultural, l'econòmica i el sistema polític estatal, evitant interferències malsanes.
Així, el 7 de setembre del 1919 es va inaugurar la primera "Escola Lliure Waldorf" per a 256 alumnes procedents essencialment de famílies obreres treballant per a la fàbrica de cigarretes Waldorf-Astoria de Stuttgart, establiment d'educació mixta de primària i secundària. Si bé el programa social global de Steiner no va tenir el ressò esperat, les seves escoles van ser un èxit. Quan va morir a Dornach el 30 de març de 1925, deixant inacabada la redacció de la seva autobiografia, la primera promoció d'estudiants de l'Escola Waldorf es preparava per al batxillerat.

## Pedagogia i teoria del desenvolupament infantil
L'estructura de l'educació que segueix el model pedagògic de desenvolupament infantil de Steiner, que descriu tres amplis nivells del desenvolupament: els tres primers septennis de la biografia humana, amb les seves etapes maduratives. Cadascun d'ells té els seus propis requeriments per a l'aprenentatge; els nivells són similars als descrits per Jean Piaget.
- L'educació en l'inici de la infància és empírica, imitativa i basada en els sentits.[24] L'educació emfatitza l'aprenentatge a través d'activitats pràctiques.[25]
- En l'escola elemental (7-14 anys), l'aprenentatge té un enfocament artístic i imaginatiu. En aquests anys, s'emfatitza el desenvolupament del nen mitjançant la "vida sensitiva" i l'expressió artística.[22][26]
- Durant l'adolescència, per tal d'arribar al desenvolupament de la capacitat del pensament abstracte i el judici conceptual[25] l'èmfasi es posa en la comprensió del desenvolupament intel·lectuals i en el pensament ètic, inclosa la tasca de prendre responsabilitat socials.[22]

La teoria del desenvolupament del nen que proposa l'Educació Waldorf es funda en la visió antroposòfica de l'esser humà. L'aproximació ha estat anomenada com "l'articulació més completa d'un currículum evolucionat per a nens durant 12 anys i una metodologia creativa de l'ensenyament".

### Pre-escolar i Escola bressol: des del naixement fins a 6 o 7 anys

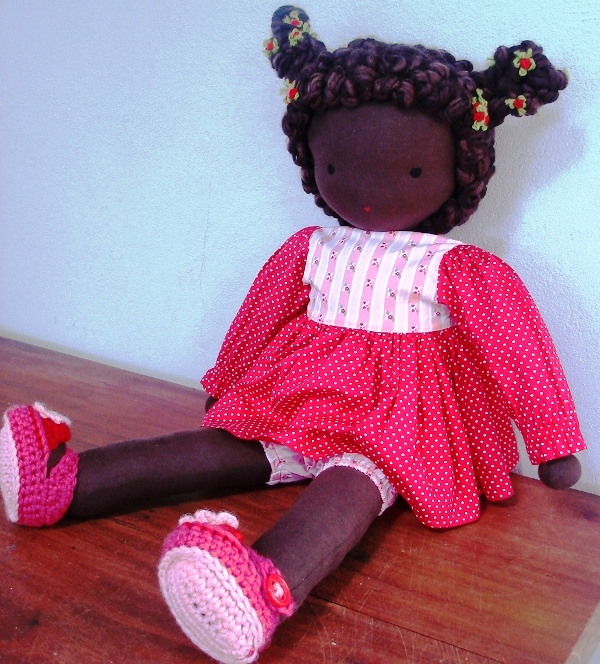
Pepa Waldorf

L'aprenentatge en les escoles Waldorf per a la primera infantesa es fa a partir de la imitació i l'exemple. Gran quantitat del temps es dedica a jocs lliures però a l'hora guiats en una classe que té un entorn molt casolà, on s'inclouen materials naturals i on es donen exemple de treball productiu en el que tots els nens poden participar; els pedagogs Waldorf consideren que un entorn com aquest ajuda al creixement físic, emocional i intel·lectual del nen a partir de l'aprenentatge assimilatiu. Generalment s'incorporen diàriament a la classe períodes de joc a l'exterior amb l'objectiu que el nen gaudeixi d'experiències a la natura, i a les diferents èpoques de l'any.
El desenvolupament de la llengua oral es fa utilitzant cançons, poemes i jocs amb moviment. Diàriament hi ha temps per a escoltar una història curta. Normalment el professor els explica un conte de memòria. Les llars d'infants Waldorf i les escoles de nivells més baixos desaconsellen que el nen tingui accés a la televisió, ordinadors i música gravada, ja que creuen que això pot ser perjudicial al desenvolupament cognitiu en els primers anys de vida.
L'educació emfatitza les primeres experiències diàries i els ritmes anuals, incloent les celebracions de cada estació que poden provenir de diferents tradicions. Això explica que les escoles Waldorf en l'hemisferi occidental tradicionalment celebren el Michaelmas i Martinmas a la tardor, Nadal a l'hivern, Pasqua i May Day a la primavera i la Nit de Sant Joan a l'estiu, Les escoles occidentals estan incorporant un gran ventall de tradicions culturals i religioses, i en aquelles escoles situades en llocs on hi ha tradicions jueves, budistes o islàmiques dominants, agafen celebracions d'aquestes cultures.

### Educació elemental: de 6/7 a 14
En una escola Waldorf elemental l'educació pot començar quan el noi té al voltant de 7 anys. L'escola elemental està centrada al voltant d'un currículum multidisciplinari basat en les arts que inclou arts visuals, drama, moviment artístic (eurítmia), música vocal i instrumental i treballs manuals. Durant els cursos elementals els estudiants aprenen dues llengües estrangeres (en els països de parla anglesa sovint l'alemany i o bé l'espanyol o bé el francès).
Durant els cursos elementals els conceptes s'introdueixen per a primera vegada mitjançant històries i imatges, i l'aprenentatge acadèmic s'integra amb les arts visuals i plàstiques, la música i el moviment. D'entrada no s'utilitzen llibres de text, sinó que cada alumne confegeix, dibuixa i escriu el seu propi quadern de cada matèria en format de llibre. El dia escolar comença normalment amb una lliçó acadèmica d'una durada entre una hora i mitja o dues, que es basa en la immersió en l'assignatura escollida i que es perllonga aproximadament durant un mes, i generalment comença amb una introducció que pot incloure cantar, música instrumental, recitació de poesia, incloent un vers escrit per Steiner per al començament del dia escolar, i la pràctica de matemàtiques i llenguatge artístic.
En les escoles Waldorf és una característica essencial el paper del mestre-tutor del grup, que va pujant de curs amb el mateix grup d'alumnes i se'n responsabilitza durant tot el cicle escolar elemental (7-14), i els dona, com a mínim les lliçons acadèmiques principals; És reconegut l'alt nivell de compromís personal dels professors Waldorf amb els seus alumnes.
Els professors Waldorf utilitzen el concepte dels quatre temperaments per ajudar a interpretar, entendre i relacionar el comportament i les personalitats dels nens sota la seva tutela. Els temperaments, colèric, flegmàtic, melancòlic, i sanguini, expressen els quatre tipus bàsics de personalitat, on cadascun té la seva pròpia manera de mirar i interaccionar amb el món.
L'educació elemental Waldorf permet variacions individuals en el ritme d'aprenentatge, basat en la idea que un nen entendrà un concepte o adquirirà una destresa quan ell o ella estigui preparat/da. Es prioritza la cooperació a la competició. Aquesta aproximació també es fa extensiva a l'educació física; els esports d'equip competitius es deixen per als cursos superiors.

### L'educació secundària
En la majoria de les escoles Waldorf els alumnes accedeixen a l'educació secundària quan estan vora els catorze anys. L'educació és ara enterament duta a terme per professors especialistes. L'educació ara se centra molt més en els temes acadèmics, encara que els estudiants solen seguir fent cursos d'art, música i artesania. Els alumnes són encoratjats a desenvolupar de manera independent els seus propis processos de pensament creatiu. El pla d'estudis és estructurat per a ajudar els estudiants a esdevenir competents, per a fomentar la comprensió dels principis ètics, i per a construir un sentit de responsabilitat social.

## Currículum
Línies directrius han estat acordades per al pla d'estudis Waldorf, amb el suport dels principis comuns de les escoles; no obstant això, les escoles Waldorf són independents i autònomes i no estan obligades a seguir un pla d'estudis prescrit. El finançament de les escoles Waldorf per part dels diferents governs pot obligar a incorporar alguns aspectes obligatoris dels programes pedagògics estatals.
Hi ha uns quants temes pràcticament únics de l'Escola Waldorf. El més típic és l'eurítmia, un art del moviment corporal acompanyat de textos parlats o música, que inclou elements del joc de rol i de la dansa, per a fomentar un "sentit d'integració i harmonia".
L'Escola Waldorf ha introduït la informàtica en el pla d'estudis a l'adolescència, juntament amb la història de l'ordinador i els orígens del codi binari en la cultura occidental a partir de Francis Bacon.

## Crítiques
Les escoles Waldorf han generat crítiques i controvèrsia en diversos països. La pedagogia Waldorf ha sigut qualificada de sectària per diverses fonts. RedUNE afirma que molta de la informació disponible sobre aquesta pedagogía no descriu la missió espiritual del sistema escolar Waldorf de forma sincera. PLANS (People for Legal and Nonsectarian Schools) és una associació formada per ex pares d'escoles Waldorf, estudiants i professors. Segons PLANS les escoles Waldorf porten anys desenvolupant l'Antroposofia, a la que consideren una secta ocultista. PLANS afirma que no s'explica obertament que l'antroposofia es troba al darrere de la pedagogia Waldorf. També afirmen que darrere del que sembla una escola alternativa, progressista i lliberal, es troba en realitat un ambient rígid i autoritari.
Gregoire Perra un francés, ex estudiant, ex mestre d'escola Waldorf expert i estudiós de l' Antroposofia va escriure l'assaig titulat “L'endoctrinement des élèves à l' Anthroposophie dans les écoles Steiner-Waldorf“ [9]. Segons paraules de Perra "La pedagogia Waldorf té com a finalitat principal adoctrinar en antroposofia. ". Perrà també afirma:
“Basant-me en la meva experiència com a antic estudiant, mestre i expert en antroposofia m’agradaria descriure el subtil adoctrinament al que els estudiants de les escoles waldorf estan subjectes. Diverses idees d' Steiner s'ensenyen als estudiants waldorf, però això es fa sense fer referència al seu origen i natura especial. Els mestres sovint associen aquestes idees amb les seves matèries com si de fets objectius es tractes en lloc de la visió particular de Steiner. No obstant això, idees i pràctiques de l'antroposofia entren a formar part de la psique i de l'univers d'aquests estudiants Waldorf per molts anys."
Una mare que va portar al seu fill a una escola waldorf espanyola durant 5 anys, explica la relació entre l'esoterisme i les escoles Waldorf A la pedagogia waldorf es creu en la teoria de reencarnació i el karma. Segons aquesta teoria els nens s'acaben de reencarnar en els seus cossos. Els nens molt petits retenen records de les seves vides en el regne espiritual abans de naixement. S'ha de ajudar els nens a mantenir aquests records el màxim temps possible. El propi Steiner creia que malalties en la vida present podien ser explicades per problemes ocorreguts en vides passades
La pedagogia waldorf té un biaix anti-ciència. Segons Rawlings a les classes en l'escola Waldorf, la mitologia estava més en el centre del currículum Waldorf que la ciència. En l'escola waldorf on va estudiar: “l'estudi de la ciència tenia lloc en un context anti-cièntific esbiaixat. El nostre mestre de física i química recomanava el llibre “Science Is a Sacred Cow” que intenta desemmascarar la ciència i el mètode científic”.
Alguns exemples del context anticièntific present a les escoles waldorf són:
Steiner creia en l'existència de 3 dimonis, un dels quals s'anomena Ahriman. Ahriman és el portador de la ciència i la tecnologia. “Ahriman ens ha donat els dons de la ciència i la tecnologia, però aquests dons són trampes potencialment greus, que ens allunyen de l'espiritualitat... És molt fàcil ser enganyat per xifres i nombres”.
Steiner no creia en la teoria de l'evolució de Darwin. En lloc d'això pensava que els simis provenien dels humans i no al revés. Aquesta teoria es desenvolupa en l'obra d'un dels seguidors d'Steiner. L'antroposofia caracteritza les races de la forma següent: els negres viuen normalment una vida impulsiva, perque pensen amb la part posterior del cervell. Els asiàtics viuen una vida de sentiments perque pensen amb la part del mig del cervell i el europeus viuen una vida de pensament perque fan servir principalent el cortex central. Els africans són com nens, els asiàtics com joves i els europeus com adults.

### Obres de Rudolf Steiner
- L'estudi de l’ésser humà com a base de la pedagogia. L’art d’educar volum 1. Aquestes conferències, són també conegudes com "L'estudi de l'home" i van ser impartides, juntament amb els dos volums següents al claustre de professors de la primera escola Waldorf a Stuttgart el 1919, just abans de l'obertura. Editorial Pau de Damasc
- Metodologia i didàctica. L’art d’educar volum 2 Arxivat 2021-01-19 a Wayback Machine.. Editorial Pau de Damasc
- Col·loquis pedagògics. L’art d’educar volum 3 Arxivat 2021-01-20 a Wayback Machine.. Editorial Pau de Damasc
- Education: An Introductory Reader (Christopher Clouder, ed.), Sophia Books (March 2004), ISBN 1-85584-118-5. Collection de relevant works by Steiner on education.
- The Education de the Child, and early Lectures on Education (Foundations of Waldorf Education, 25), ISBN 0-88010-414-7. Includes Steiner's first descriptions of child development, originally published as a small booklet.
- The Foundations de Human Experience, ISBN 0-88010-392-2; also known as The Study de Man, these fundamental lectures on education were given to the teachers just before the opening de the first Waldorf school in Stuttgart in 1919.

### Treballs seleccionats d'altres autors
- Aeppli, W., The Developing Child Anthroposophic Press ISBN 0-88010-491-0
- Clouder, C. i Rawson, M., Waldorf Education Floris Books ISBN 0-86315-396-8
- Cusick, L, Waldorf Parenting Handbook Mercury Press ISBN 0-916786-75-7
- Edmunds, Francis, An Introduction to Steiner Education Rudolf Steiner Press ISBN 1-85584-172-X
- Gardner, John F., Education in Search of the Spirit: Essays on American Education Anthroposophic Press ISBN 0-88010-439-2
- Masters, Brien, Adventures in Steiner Education Rudolf Steiner Press ISBN 1-85584-153-3
- Nobel, Agnes, Educating through Art: The Steiner School Approach Floris Books ISBN 0863151876
- Petrash, Jack, (2002): Understanding Waldorf Education: Teaching from the Inside Out Floris Books ISBN 0863154301
- Querido, René, The Esoteric Background of Waldorf Education Rudolf Steiner College Press ISBN 0-94580-325-7
- Quiroga, Patricia, La recepción de la pedagogía Waldorf en España Arxivat 2018-07-05 a Wayback Machine.. Madrid, Universidad Complutense, 2015 (tesi doctoral)
- Wilkinson, R. (1996): The Spiritual Basis of Steiner Education. London: Sophia Books ISBN 1-85584-065-0

### Estudis de l'educació
- Centre for Research in Education i Democracy study de Educació Waldorf in Britain
- "Aprenentatge From Rudolf Steiner: The Relevance de Educació Waldorf for Urban Public School Reform" by Ida Oberman (PDF)
- Association de Escola Waldorfs de North America Study de Waldorf graduates in the USA, Part I
  - AWSNA Study de Waldorf graduates in the USA, Part II

### Articles de diaris, revistes i televisió
- Documental El Desafío de Rudolf Steiner. Jonathan Stedall, 2011.
- Sin ordenadores ni wifi: así son los colegios que triunfan en Silicon Valley. El País (SModa). 2 de març 2016 Arxivat 2017-03-29 a Wayback Machine.
- Una pedagogia diferent. 8TV. 13 d'octubre 2012. Arxivat 2012-12-19 a Wayback Machine.
- Who was Rudolf Steiner and what were his revolutionary teaching ideas? Richard Garner, Education Editor, The Independent. gener 24, 2007.
- Steiner schools 'could help all. by Branwen Jeffreys. BBC News Report on British government-funded study on Educació Waldorf in the UK, July 5, 2005.